# Collegio uninominale Sicilia - 02 (2020)
Il collegio elettorale uninominale Sicilia - 02 è un collegio elettorale uninominale della Repubblica Italiana per l'elezione del Senato della Repubblica.

## Territorio
Come previsto dalla legge n. 51 del 27 maggio 2019, il collegio è stato definito tramite decreto legislativo all'interno della circoscrizione Sicilia.
È formato dal territorio dell'intero libero consorzio comunale di Trapani (24 comuni) e di 69 comuni della città metropolitana di Palermo: Alia, Alimena, Aliminusa, Altavilla Milicia, Bagheria, Balestrate, Baucina, Bisacquino, Blufi, Bolognetta, Bompietro, Borgetto, Caccamo, Caltavuturo, Campofelice di Fitalia, Campofelice di Roccella, Campofiorito, Camporeale, Castelbuono, Casteldaccia, Castellana Sicula, Castronovo di Sicilia, Cefalà Diana, Cefalù, Cerda, Chiusa Sclafani, Ciminna, Collesano, Contessa Entellina, Corleone, Gangi, Geraci Siculo, Giardinello, Giuliana, Godrano, Gratteri, Isnello, Lascari, Lercara Friddi, Marineo, Mezzojuso, Monreale, Montemaggiore Belsito, Palazzo Adriano, Partinico, Petralia Soprana, Petralia Sottana, Piana degli Albanesi, Polizzi Generosa, Pollina, Prizzi, Roccamena, Roccapalumba, San Cipirello, San Giuseppe Jato, San Mauro Castelverde, Santa Cristina Gela, Santa Flavia, Sciara, Scillato, Sclafani Bagni, Termini Imerese, Trabia, Trappeto, Valledolmo, Ventimiglia di Sicilia, Vicari e Villafrati.
Il collegio è parte del collegio plurinominale Sicilia - 01.

## Eletti
| Elezione | Elezione | Senatore    | Partito           |
| -------- | -------- | ----------- | ----------------- |
|          | 2022     | Raoul Russo | Fratelli d'Italia |

## Dati elettorali

### XIX legislatura
Come previsto dalla legge elettorale, 74 senatori sono eletti con sistema a maggioranza relativa in altrettanti collegi uninominali a turno unico.
| Candidati                                 | Candidati              | Voti    | %     | Liste                          | Voti    | %     |
| ----------------------------------------- | ---------------------- | ------- | ----- | ------------------------------ | ------- | ----- |
|                                           | Raoul Russo ✔️ Eletto  | 132 477 | 39,11 | Fratelli d'Italia              | 65 551  | 19,35 |
| Forza Italia                              | Raoul Russo ✔️ Eletto  | 132 477 | 39,11 | 42 663                         | 12,60   |       |
| Lega per Salvini Premier                  | Raoul Russo ✔️ Eletto  | 132 477 | 39,11 | 20 510                         | 6,06    |       |
| Noi moderati/Lupi - Toti - Brugnaro - UDC | Raoul Russo ✔️ Eletto  | 132 477 | 39,11 | 3 753                          | 1,11    |       |
|                                           | Giuseppe Chiazzese     | 90 801  | 26,81 | Movimento 5 Stelle             | 90 801  | 26,81 |
|                                           | Stefania Marascia      | 55 284  | 16,32 | Partito Democratico-IDP        | 39 726  | 11,73 |
| Alleanza Verdi e Sinistra                 | Stefania Marascia      | 55 284  | 16,32 | 7 585                          | 2,24    |       |
| +Europa                                   | Stefania Marascia      | 55 284  | 16,32 | 5 641                          | 1,67    |       |
| Impegno Civico - Centro Democratico       | Stefania Marascia      | 55 284  | 16,32 | 2 332                          | 0,69    |       |
|                                           | Tommaso Gargano        | 31 534  | 9,31  | Sud chiama Nord                | 31 534  | 9,31  |
|                                           | Giovanni Bavetta       | 15 806  | 4,67  | Azione - Italia Viva - Calenda | 15 806  | 4,67  |
|                                           | Giuliana Maria Fundarò | 5 311   | 1,57  | Italexit                       | 5 311   | 1,57  |
|                                           | Nunziatina Di Paola    | 3 853   | 1,14  | Italia Sovrana e Popolare      | 3 853   | 1,14  |
|                                           | Susanna Caracci        | 2 543   | 0,75  | Unione Popolare                | 2 543   | 0,75  |
|                                           | Karen Tona             | 1 097   | 0,32  | Vita                           | 1 097   | 0,32  |
| Totale                                    | Totale                 | 338 706 | 100   |                                | 338 706 | 100   |
|                                           |                        |         |       |                                |         |       |
| Schede bianche                            | Schede bianche         | 24 623  | 6,45  |                                |         |       |
| Schede nulle                              | Schede nulle           | 18 493  | 4,84  |                                |         |       |
| Votanti                                   | Votanti                | 381 824 | 56,77 |                                |         |       |
| Elettori                                  | Elettori               | 672 616 |       |                                |         |       |